# Jacob Gould Schurman
Jacob Gould Schurman (né le 22 mai 1854 à Freetown, sur l'Île-du-Prince-Édouard et décédé le 12 août 1942 à New York) était un ambassadeur, professeur et homme politique américain.
Schurman a été professeur de littérature anglaise, de psychologie et de sciences politiques au Acadia college de 1880 à 1882, mais également au Dalhousie College. Il a également été professeur de philosophie à l'université Cornell à New York.
De 1925 à 1929, il est ambassadeur des États-Unis en Allemagne où il se lie d'amitié avec Gustav Stresemann.

## Œuvres
- Philippine Affairs - A Retrospect and an Outlook (1902; als Vorsitzender der First United States Philippine Commission seit 1899).
- Kantian Ethics and the Ethics of Evolution (1881)
- The Ethical Import of Darwinism (1888)
- Belief in God (1890, etwa: Glaube an Gott)
- Agnosticism and Religion] (1896)